# Jan Berger (piłkarz)
Jan Berger (ur. 27 listopada 1955 w Pradze) – piłkarz czeski grający na pozycji pomocnika. Jest wujkiem Patrika Bergera, byłego reprezentanta Czech, obecnie zawodnika Sparty Praga.

## Kariera klubowa
Pierwszym klubem Bergera w karierze był TJ Břevnov. Jego piłkarzem był do 1976 roku i wtedy też przeszedł do Škody Pilzno. W barwach Škody zadebiutował w pierwszej lidze czechosłowackiej. Po 2 latach gry w klubie z Pilzna odszedł do Dukli Praga. Zawodnikiem Dukli był przez 2 sezony, a w 1979 roku osiągnął swój pierwszy sukces w karierze, gdy wywalczył mistrzostwo Czechosłowacji.
W 1980 roku Berger odszedł z Dukli do innego praskiego zespołu, Sparty. Swoje pierwsze sukcesy ze Spartą osiągnął w sezonie 1983/1984, gdy został mistrzem kraju oraz zdobył Puchar Czechosłowacji. W 1985 roku obronił ze Spartą tytuł mistrzowski.
W 1986 roku Berger trafił do szwajcarskiego FC Zürich. Przez 4 sezony grał w pierwszej lidze Szwajcarii. Największym sukcesem za czasów gry Czecha w Zürichu było zdobycie Pucharu Szwajcarii w 1987 roku. W 1990 roku odszedł do FC Zug, a w 1991 roku zakończył karierę piłkarską.
| Sezon   | Klub         | Kraj           | Rozgrywki      | Mecze | Bramki |
| ------- | ------------ | -------------- | -------------- | ----- | ------ |
| 1976/77 | Škoda Pilzno | Czechosłowacja | I. liga        | ?     | ?      |
| 1977/78 | Škoda Pilzno | Czechosłowacja | I. liga        | ?     | ?      |
| 1978/79 | Dukla Praga  | Czechosłowacja | I. liga        | ?     | ?      |
| 1979/80 | Dukla Praga  | Czechosłowacja | I. liga        | ?     | ?      |
| 1980/81 | Sparta Praga | Czechosłowacja | I. liga        | 30    | 1      |
| 1981/82 | Sparta Praga | Czechosłowacja | I. liga        | 28    | 1      |
| 1982/83 | Sparta Praga | Czechosłowacja | I. liga        | 7     | 0      |
| 1983/84 | Sparta Praga | Czechosłowacja | I. liga        | 28    | 11     |
| 1984/85 | Sparta Praga | Czechosłowacja | I. liga        | 27    | 10     |
| 1985/86 | Sparta Praga | Czechosłowacja | I. liga        | 26    | 11     |
| 1986/87 | FC Zürich    | Szwajcaria     | Nationalliga A | 29    | 4      |
| 1987/88 | FC Zürich    | Szwajcaria     | Nationalliga A | ?     | ?      |
| 1988/89 | FC Zürich    | Szwajcaria     | Nationalliga A | ?     | ?      |
| 1989/90 | FC Zürich    | Szwajcaria     | Nationalliga A | ?     | ?      |
| 1990/91 | FC Zug       | Szwajcaria     | Nationalliga B | ?     | ?      |

## Kariera reprezentacyjna
W reprezentacji Czechosłowacji Berger zadebiutował 16 kwietnia 1980 roku w zremisowanym 2:2 towarzyskim meczu z Hiszpanią. W tym samym roku zdobył złoty medal na Igrzyskach Olimpijskich w Moskwie oraz został powołany przez selekcjonera Jozefa Vengloša do kadry na Euro 80. Na tym turnieju wystąpił w jednym meczu, wygranym 3:1 z Grecją. W 1982 roku był w kadrze Czechosłowacji na Mistrzostwa Świata w Hiszpanii. Tam zagrał we dwóch spotkaniach: z Kuwejtem (1:1) i z Anglią (0:2). Od 1980 do 1987 roku rozegrał w kadrze narodowej 30 meczów i strzelił 3 gole.